# Duarte Leopoldo e Silva
Duarte Leopoldo e Silva (ur. 4 kwietnia 1867 w Taubaté, zm. 13 listopada 1938 w São Paulo) – brazylijski duchowny rzymskokatolicki, pierwszy arcybiskup São Paulo.

## Biografia
30 października 1892 otrzymał święcenia kapłańskie.
10 maja 1904 papież Pius X mianował go biskupem diecezji Kurytyba. 22 maja 1904 przyjął sakrę biskupią z rąk kardynała Rafaela Merry del Vali. Współkonsekratorami byli biskup Mariany Silvério Gomes Pimenta oraz arcybiskup Luigi Lazzareschi.
18 grudnia 1906 został mianowany biskupem diecezji São Paulo, która 7 czerwca 1906 bullą Dioecesium nimiam amplitudinem papieża Piusa X została  podniesiona do rangi archidiecezji. 6 lipca 1913 rozpoczął budowę obecnej katedry Wniebowzięcia Najświętszej Maryi Panny w São Paulo, jej budowa zakończyła się blisko 30 lat po śmierci arcybiskupa.
Zmarł 13 listopada 1938 w São Paulo.